# Барріга де фрейра
Барріга де фрейра (порт. barriga de freira — живіт монашки) — португальський десерт з яєчних жовтків. Створений у XVII столітті черницями з провінції Бейра-Літорал, належить сімейству десертів doces conventuais. Походження назви невідоме.
Основу десерту складають яєчні жовтки, які з'єднують із хлібною крихтою, цукром, олією, лимонною цедрою, горіхами. Іноді додають сухофрукти чи портвейн. Суміш часто розкладають у пакетики з рисового паперу у формі півмісяця, які, дійсно, можуть нагадувати потовстілий живіт.